# 上田太郎 (陸軍軍人)
上田 太郎（うえだ たろう、1868年11月15日〈明治元年10月2日〉- 1937年〈昭和12年〉5月16日）は、大日本帝国陸軍軍人。最終階級は陸軍中将。功四級。

## 経歴
美濃国不破郡矢道村（青墓村、赤坂町を経て現岐阜県大垣市矢道町）で上田半右衛門の長男として生まれ、1909年（明治42年）に家督を相続した。
1888年（明治21年）岐阜県第一中学校（現岐阜県立岐阜高等学校）を卒業。1892年（明治25年）7月、陸軍士官学校（3期）を卒業し、1893年（明治26年）3月、陸軍歩兵少尉に任官。日清戦争に従軍。1901年（明治34年）11月、陸軍大学校（15期）を卒業し参謀本部に配属された。日露戦争では大本営兵站総監部副官として出征した。
以後、遼東守備軍参謀、関東都督府陸軍部参謀、第4師団參謀などを経て、1912年（明治45年）5月、歩兵大佐に進み歩兵第72連隊長に就任。第13師団参謀長を経て、1917年（大正6年）8月、陸軍少将に昇進し歩兵第11旅団長となる。
第5師団留守司令官を経て、 1921年（大正10年）7月、陸軍中将に進み第19師団長に親補された。1924年（大正13年）2月に待命となり、同年同月、予備役に編入された。
その後、岐阜県大垣市馬場町に居住し、満洲事変後は各地で軍事後援、講演を行った。